# Fides (Mythologie)

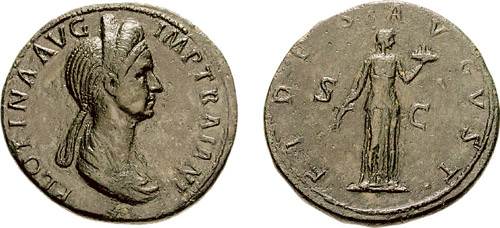
Römische Münze (ca. 105–117 n. Chr.), Vorderseite Pompeia Plotina, Rückseite Fides mit Ähren und Fruchtkorb.

Fides (lat. fidēs „Vertrauen, Treue, Glaube“) war in der römischen Religion die Personifikation des Vertrauens, der Treue und des Eides. Sie wurde auch unter dem Namen Fides Publica Populi Romani (etwa „allgemeine Vertrauenswürdigkeit des römischen Volkes“) verehrt.
Ihr 254 v. Chr. vom Konsul Aulus Atilius Caiatinus geweihter Tempel in Rom lag auf dem Kapitol nahe dem Jupitertempel. Hier unterzeichnete und verwahrte der römische Senat Verträge mit anderen Staaten und vertraute sie damit Fides’ Schutz an.
Fides wird als eine – gelegentlich mit einem Olivenzweig gekrönte –, einen Schleier oder Stola tragende junge Frau dargestellt. In ihren Händen hält sie Füllhorn, Schale, Ähren oder Fruchtkorb als ihre Attribute oder auch eine militärische Standarte. Ihre Priester trugen weiße Kleidung und zeigten damit Fides’ Verbindung zu den höchsten Göttern des Himmels, Jupiter und Dius Fidius.
Der Überlieferung zufolge begründete Roms zweiter König Numa Pompilius jährliche Festspiele zu Ehren von Fides und führte ein, dass die höheren Priester (die drei flamines maiores) in einem von zwei Pferden gezogenen überdachten gewölbten Wagen zum Tempel gebracht wurden. Dort sollten sie Fides’ Gottesdienste mit bedecktem Haupt und bis zu den Fingern eingehüllten rechten Händen leiten, so absolute Hingabe zu Fides zeigen und Vertrauen versinnbildlichen.
Ihr griechisches Äquivalent ist Pistis (Πίστις).